# 哇哇映画
哇哇映畫私人有限公司，簡稱哇哇映畫（英語：Wawa Pictures Pte Ltd），在2007年9月，由資深電視節目、電視連續劇製作人劉健財（Molby Low Kian Chye），於新加坡（總部）成立。
業務在全球經營製作、編導電視節目、電視連續劇、電視電影、電影、演唱會籌辦等。包括《一切完美》、《美食寻根》、《小孩•狗》、《拍.卖》、《行医》、《美差事，苦差事》、《三个愿望》、《入侵者》、《千年來说对不起》、《攻星计》、《致2020年的我们》、《青春小鸟》等。
2015年5月，該公司和新加坡新傳媒私人有限公司合拍連續劇《起飛》（由李銘順、鄭斌輝、林明倫、鄭秀珍、郭舒賢及許美珍領銜主演，徐彬、黄超群、罗美仪、张家奇、王俪婷、徐鸣杰、崇喆、姚懿珊、黎沸揮、陈楚璇、陈蕙薰、王裕香、胡佳嬑、李家慶、陈美心、郭亮及章证翔友情演出），該劇則在2015年10月23日至2015年12月3日播出。
此外，該公司、海蝶音乐以及新传媒8频道首次联办跨媒体《从心出发》新谣传承演唱会，日期為2015年11月14日。

## 電視劇列表
| 劇名       | 英文劇名          | 集數 | 首播年份       | 結束年份       | 主演                                                   | 播放頻道                                                               |
| 一切完美   | Perfect Cut       | 13   | 2008年9月      | 2008年10月     | 王沺裁、謝韻儀、許立樺、鄭荔分、鄭婉玲                 | 新傳媒U頻道                                                            |
| 一切完美2  | Perfect Cut 2     | 13   | 2009年3月4日   | 2009年3月20日  | 王沺裁、谢韵仪、陈之财、许立桦、郭妃丽、郑荔分         | 新傳媒U頻道                                                            |
| 魔幻世界   | The Illusionist   | 13   | 2010年3月15日  | 2010年3月31日  | 王沺裁、美心、權怡鳳、郭淑賢、楊偉烈                   | 新傳媒U頻道                                                            |
| 拍·賣      | Secrets for Sale  | 13   | 2011年3月14日  | 2010年3月30日  | 李銘順、劉子絢、王沺裁                                 | 新傳媒U頻道                                                            |
| 行醫       | The Oath          | 20   | 2011年10月25日 | 2011年11月21日 | 李銘順、劉子絢、瀋傾掞、郭舒賢、张振煊、龐蕾馨         | 新傳媒8頻道                                                            |
| 註定       | Show Hand         | 13   | 2012年3月5日   | 2012年3月21日  | 李銘順、周初明、郭舒賢、許美珍                         | 新傳媒U頻道                                                            |
| 千方百計   | Game Plan         | 20   | 2012年10月9日  | 2012年11月5日  | 李銘順、劉子絢、陳泓宇、鄭秀珍、童冰玉、章縝翔         | 新傳媒8頻道                                                            |
| 我要嫁出去 | Marry Me          | 13   | 2013年2月27日  | 2013年3月27日  | 劉子絢、林湘萍、雅慧、方展發、王沺裁、袁帥、徐鸣杰     | 新傳媒U頻道                                                            |
| 揭祕       | Disclosed         | 20   | 2013年10月28日 | 2013年11月22日 | 黃騰浩、劉子絢、陳邦鋆                                 | 新傳媒8頻道                                                            |
| 燒·賣      | Served H.O.T.     | 13   | 2014年1月13日  | 2014年1月29日  | 方偉傑、包勳評、朱厚任、周初明、雅慧、馮偉衷、李腾     | 新傳媒U頻道                                                            |
| 三個願望   | Three Wishes      | 20   | 2014年10月27日 | 2014年11月21日 | 王沺裁、黃碧仁、包勳評、陳欣淇、朱厚任、金銀姬、陳俊生 | 新傳媒8頻道                                                            |
| 分手快樂   | Let It Go         | 13   | 2015年2月23日  | 2015年3月11日  | 歐萱、王欣、黃俊雄、蘇智誠                             | 新傳媒U頻道                                                            |
| 絕隊保險   | Accidental Agents | 20   | 2015年9月9日   | 2015年10月13日 | 劉子絢、陳邦鋆、李至正                                 | 星和都會台                                                             |
| 起飛       | Crescendo         | 30   | 2015年10月23日 | 2015年12月3日  | 李銘順、鄭斌輝、林明倫、鄭秀珍、郭舒賢、許美珍         | 新傳媒8頻道                                                            |
| 復仇女王   | The Queen         | 20   | 2016年2月18日  | 2016年3月16日  | 劉子絢、胡佳琪、曾詩梅、賴怡伶、洪乙心                 | 新傳媒8頻道                                                            |
| 美味下半場 | Fire Up           | 20   | 2016年10月4日  | 2016年10月31日 | 黃碧仁、王沺裁                                         | 新傳媒8頻道                                                            |
| 入侵者     | Doppelganger      | 20   | 2018年3月12日  | 2018年4月6日   | 李铭顺、范文芳、江俊翰、徐彬、沈家玉、廖奕琁           | 新傳媒8頻道 1. 2. 3. 4. 5. 6. 7. - Facebook專頁 （页面存档备份，存于） |